# (10702) Arizorcas
(10702) Arizorcas est un astéroïde de la ceinture principale.

## Description
(10702) Arizorcas est un astéroïde de la ceinture principale d'astéroïdes. Il fut découvert le 30 août 1981 à Flagstaff par Edward L. G. Bowell. Il présente une orbite caractérisée par un demi-grand axe de 2,43 UA, une excentricité de 0,21 et une inclinaison de 2,7° par rapport à l'écliptique.

## Compléments